# Барашев-Звенигородский, Иван Иванович Адаш
Князь Иван Иванович Звенигородский-Барашев по прозванию Адаш — стольник и наместник во времена правления Ивана IV Васильевича Грозного и Фёдора Ивановича.
Единственный сын князя Ивана Ивановича Звенигородского по прозванию Бараш (1525), родоначальник князей Барашевы-Звенигородские.
В монографии известного советского тюрколога Н.А. Баскакова указано, что на тюркском прозвания обозначают:
- Бараш — придворный шатёрничий, ставящий шатры.
- Адаш — обозначает "Тёзка"[1].

## Биография
Тысячник со Ржева-Владимирова, числился в 3-й статье и пожалован в состав московского дворянства (1550). Наместник в Мещерском городе (1554-1555). Наместник в Шацке из Мещеры (июль 1555). Участвовал в серпуховском смотре (июнь 1556). Стольник великого князя Симеона Бекбулатовича, с окладом 550 четвертей и 10 рублей, указано быть на Государевой службе (1585). Выборный дворянин из Твери (начало 1590-х).
В конце XVI столетия за ним были поместья в Московском, Угличского и Тверском уездах.
Имел единственного, бездетного сына князя Ивана Ивановича Барашева-Звенигородского по прозванию Недаш.